# Kryonerítis
Kryonerítis är ett berg i Grekland.   Det ligger i regionen Kreta, i den södra delen av landet, 300 km söder om huvudstaden Aten. Toppen på Kryonerítis är 1 285 meter över havet, eller 462 meter över den omgivande terrängen. Bredden vid basen är 8,0 km.
Terrängen runt Kryonerítis är kuperad åt sydost, men åt nordväst är den bergig.  Närmaste större samhälle är Rethymnon, 20,0 km nordost om Kryonerítis. 